# يورغن أوغستسون
يورغن أوغستسون (بالسويدية: Jörgen Augustsson)‏ هو لاعب كرة قدم ومدرب كرة قدم سويدي في مركز الدفاع، ولد في 28 أكتوبر 1952 في Mala, Sweden ‏ في السويد. شارك مع منتخب السويد لكرة القدم. أما مع النوادي، فقد لعب مع أتفدابيرجس.

## وصلات خارجية
- يورغن أوغستسون على موقع الاتحاد الدولي (مؤرشف)  (الإنجليزية)
- يورغن أوغستسون على موقع قاعدة بيانات كرة القدم.إي يو (الإنجليزية)
- يورغن أوغستسون على موقع ناشيونال فوتبول تيمز (الإنجليزية)
- يورغن أوغستسون على موقع عالم كرة القدم.نت (الإنجليزية)